# مركز تاريخ الغابات
مركز تاريخ الغابات هو أحد المواقع الستة والعشرين التي تديرها هيئة مينيسوتا التاريخية. ويتركز اهتمام هذا المركز، الذي يقع في مدينة جراند رابيدز بولاية مينيسوتا، على عرض الآثار الثقافية والتاريخية لغابات مينيسوتا على الأفراد والمجتمع. قديمًا، كان قطع الأخشاب من العوامل الاقتصادية المهمة للاهتمام بهذه الغابات. أما الآن، فتُستغَل غابات مينيسوتا بشكل كبير للأغراض الترفيهية. ويسمح المركز للزوار بمشاهدة هذا التغير عن طريق العروض، والأفلام، والجولات، وإعادة التمثيل التاريخي، وغير ذلك من البرامج التثقيفية والترفيهية الأخرى.

## الميزات

### المركز التفسيري
يتضمن المركز التفسيري معارض ومصنوعات يدوية قديمة ترتبط بغابات مينيسوتا. وينقسم المركز إلى أقسام تمثل فترات زمنية وموضوعات مختلفة. وتشمل هذه الأقسام ما يلي:
- عصر قطع الأخشاب
- «السلع» المصنوعة من الأخشاب
- التنبؤات بأحوال الغابات
- صناعات الغابات
- وسائل الترفيه بالغابات

عصر *سلك الخدمة المدنية للمحافظة على الطبيعة (CCC)
- عرض «حريق الغابات»، وهو عرض وسائط متعددة يتناول حريق كلوكيه عام 1918

### معسكر قطع الأخشاب
معسكر قطع الأخشاب هو معسكر ترفيهي يحاكي معسكرات قطع الأخشاب التقليدية التي يرجع تاريخها إلى عام 1900. ويعيد المفسرون، الذين يرتدون أزياء تحاكي هذه المرحلة، تمثيل العمليات التي كانت تُجرَى في معسكرات قطع الأخشاب، بالإضافة إلى التفاعل مع الزوار ورواية القصص عليهم.

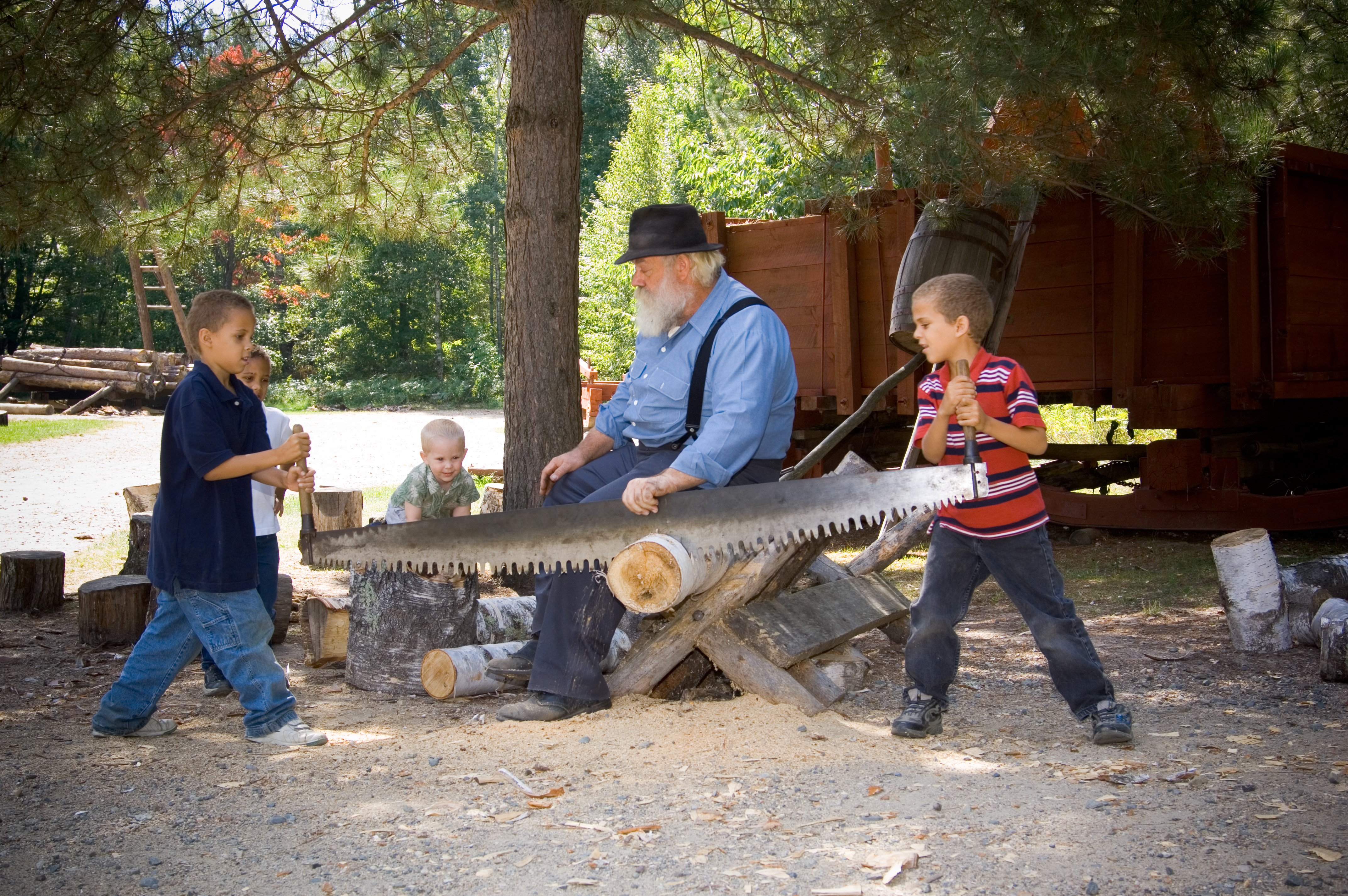
اليسار

### ميزات أخرى
- برج مراقبة الغابات
- قمرة خدمات غابات مينيسوتا في فترة الثلاثينيات
- كوخ طعام عائم

## وصلات خارجية
- الموقع الإلكتروني لمركز الغابات التاريخي
- هيئة مينيسوتا التاريخية